# イエメン・アラブ共和国

イエメン・アラブ共和国
الجمهوريّة العربية اليمنية
al-Jumhūrīyah al-`Arabīyah al-Yamanīyah

国歌: 北イエメンにおける国歌

イエメン・アラブ共和国（イエメン・アラブきょうわこく、アラビア語:         الجُمْهُورِيَّة العَرَبِيَّة اليَمَنِيَّة, ラテン文字転写: al-Jumhūrīyah al-`Arabīyah al-Yamanīyah）、通称北イエメン（きたイエメン）は、1962年から1990年までの間現在のイエメン西部に存在した国家。首都はサナア。

## 沿革
1918年に前身のイエメン王国がオスマン帝国から独立し、1958年にアラブ連合共和国との間でアラブ国家連合を構成するが、1961年にシリアが独立したことに伴いアラブ連合共和国が崩壊したため解消した。
1962年に王制が打倒され、汎アラブ主義を掲げた新政府が成立するが、サウジアラビアに亡命政府を樹立した王制派との間で1970年まで内戦（北イエメン内戦）が続いた。
内戦が休戦するとアフマド・ビン・フセイン・アル＝ガシュミーが元首（軍事評議会議長、大統領）に就任。1978年6月にガシュミーが暗殺されると、同年7月17日、後任として若手陸軍将校のアリー・アブドッラー・サーレハ（当時の階級は中佐）が軍事評議会議長に就任。以後、サーレハは長期政権を維持した。
1990年5月22日にイエメン人民民主共和国（南イエメン）と統合し、イエメン共和国となった。

## 通称
通称の北イエメンは、1967年にイギリス領だったイエメン東部が独立し、その首都アデンがサナアのほぼ真南に位置したことから国号を南イエメン人民共和国としたことに由来する。

## 国章

1962年から1966年までの国章
1966年から1974年までの国章
1974年から1990年までの国章

## 日本との関係
1962年9月にイエメン王国で革命が勃発してアブドッラー・アッ＝サッラール（サラール）将軍を首班とする革命政権イエメン・アラブ共和国が樹立されたが、日本は当初イエメン・アラブ共和国を承認しなかった。しかし、それから約半年の間で国際連合の調停が軌道に乗り始め、また当時の超大国であった米ソ両国を筆頭とする諸外国の多くが革命政権を承認したため、1963年5月10日、日本はイエメン・アラブ共和国を承認した。